# Пичилему
Пичилѐму (на испански: Pichilemu) е крайбрежен курортен град в Чили. Административен център на едноименната община и провинция Карденал Каро. Населението възлиза на 9027 души (по преброяване от 2002 г.). Градът и общината влизат в състава на провинция Карденал Каро и регион О’Хигинс. Има жп гара.
Известен е като едно от най-добрите места за сърфинг в света. През 2012 г., населението наброява 12 866 души.

## Личности
- Хосе Араньо Асеведо (1921-2009), чилийски писател, роден и починал в Пичилему